# Nahublattella ecuadorana
Nahublattella ecuadorana är en kackerlacksart som beskrevs av Rocha e Silva 1962. Nahublattella ecuadorana ingår i släktet Nahublattella och familjen småkackerlackor.
Artens utbredningsområde är Ecuador. Inga underarter finns listade i Catalogue of Life.